# 比弗冰川
比弗冰川（英語：Beaver Glacier）是南極洲的冰川，位於恩德比地，長24公里、寬6公里，最終在奧斯特冰川和格利德爾山之間注入阿蒙森灣，澳大利亞探險隊首次在1956年10月28日發現該冰川。
67°2′S 50°40′E / 67.033°S 50.667°E